# Horto Florestal de Naviraí
Horto Florestal de Naviraí é um parque situado na região leste da cidade de Naviraí, no estado de Mato Grosso do Sul. 
Fica próximo ao Estádio Virotão.